# Denys Kostjuk
Denys Valentynovyč Kostjuk (in ucraino Денис Валентинович Костюк?; Pervomajs'k, 13 marzo 1982) è un ex ciclista su strada ucraino.

## Biografia
È il marito della triplista Ol'ha Saladucha.

## Palmarès
- 2003 (Zoccorinese-Palazzago)

Gran Premio Palio del Recioto
4ª tappa Giro delle Regioni
5ª tappa Giro delle Regioni (cronometro)
- 2006 (Intel-Action, due vittorie)

5ª tappa Bałtyk-Karkonosze Tour (Bogatynia > Bolków)
3ª tappa Tour of Qinghai Lake (Xihaizhen > Lago Qinghai)
- 2008 (ISD Sport Donetsk, una vittoria)

2ª tappa Flèche du Sud (Ettelbruck > Wiltz)
- 2013 (Kolss Cycling Team, due vittorie)

Race Horizon Park 1
Campionati ucraini, Prova in linea Elite
- 2014 (Kolss Cycling Team, una vittoria)

Race Horizon Park 3

## Piazzamenti

### Grandi Giri
- Giro d'Italia

2004: 59º
- Tour de France

2011: 151º
- Vuelta a España

2012: 56º

### Competizioni mondiali
- Campionati del mondo

Verona 2004 - In linea Elite: ritirato
Madrid 2005 - In linea Elite: 53º
Melbourne 2010 - In linea Elite: 52º
Copenaghen 2011 - In linea Elite: 23º
Limburgo 2012 - In linea Elite: ritirato
Richmond 2015 - In linea Elite: ritirato
- Giochi olimpici

Pechino 2008 - In linea: 77º
Pechino 2008 - Cronometro: 37º
Rio de Janeiro 2016 - In linea: ritirato

### Competizioni europee
- Campionati europei

Atene 2003 - Cronometro Under-23: 55º
Atene 2003 - In linea Under-23: 12º